# Shukria Asil
Shukria Asil es una activista afgana por los derechos de la mujer. En 2009, logró revertir el despido de tres maestras en Baglán, quienes habían sido despedidas debido a información negativa acerca de ellas publicada por el Ministerio de Educación. Desde 2010 es una de las cuatro mujeres en el Consejo Provincial de Baglán, y desde 2012 es la jefa del Departamento Provincial de Cultura e Información de Baglán.
Asil también intervino en el caso de una joven expulsada de su familia por haber sufrido una violación en grupo, y pudo reunir a la familia a pesar de que el gobernador había intentado detenerla. Ha creado redes de mujeres, liderado la lucha por escuelas de manejo de automóviles para mujeres, y ampliando las posibilidades educativas para las jóvenes.
Ha enfrentado numerosos intentos de secuestro y amenazas de muerte por su trabajo, y ha tenido que cambiar su domicilio en al menos una oportunidad.
En el año 2010 recibió el Premio Internacional a las Mujeres de Coraje.